# منظمة سيناء العربية

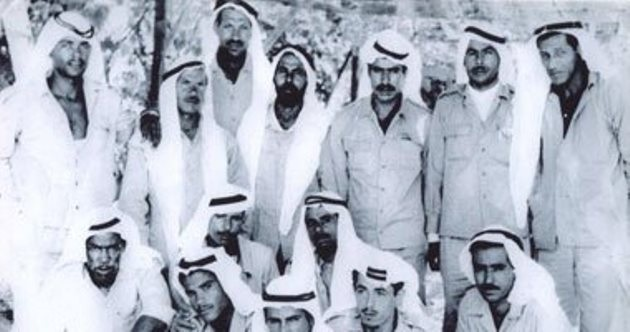
أعضاء منظمة سيناء العربية

تنظيم سيناء العربية هي تنظيم ضم جماعات من الفدائيين المصريين شاركوا مع القوات المسلحة المصرية في القتال ضد القوات الإسرائيلية التي احتلت سيناء عقب حرب 67. كان قائد هذه المنظمة المقدم حسين تمراز ومدربها العميد مدحت مرسي، وقد قامت المنظمة بتنفيذ عمليات عبور كثيرة لقناة السويس أثناء حرب الاستنزاف للقيام بعمليات فدائية ضد المواقع الإسرائيلية، واستخدمت الجمال في حمل الأسلحة والمعدات أثناء العبور.
شاركت هذه الجماعات بشكل رئيسي مع مجموعة 39 قتال وساعدت في تنفيذ الكثير من المهام الناجحة خلال حرب الإستنزاف وحرب أكتوبر، أطلق عليهم موشيه ديان وزير الدفاع الإسرائيلى أنذاك وصف «الأشباح» بسبب كم العمليات والضربات التي قاموا بها بشكل خفي، وصلت لحد وضع بعضهم على قوائم المطلوبين للإعدام في إسرائيل.
تم تأسيس جمعية باسم «مجاهدى سيناء» وحصل المئات منهم حاصلون على أنواط الامتياز من الرئيسين جمال عبد الناصر وأنور السادات، بل ومنهم من حصل على نجمة سيناء وهو أعلى وسام عسكري مصري.

## تاريخ

### مابعد حرب 1967
بعد نكسة 5 يونيو 1967، قامت المخابرات المصرية بالاستعانة بقرابة 1100 بطل مدنى، أغلبهم من بدو سيناء ومن محافظات بورسعيد والإسماعيلية والسويس وسيناء، وتم تدريبهم على استخدام الألغام والمتفجرات والقنابل وأعمال الهجوم ضد إسرائيل هؤلاء الأبطال الذين أطلقت عليهم إسرائيل لقب «الأشباح»، كبدت هذه المجموعات إسرائيل خسائر كبيرة في الجنود وفي المعدات.
كان منهم من عبر قناة السويس أكثر من 150 مرة، ومنهم من توغل في عمق إسرائيل، ومنهم من تعرض للأسر لسنوات طويلة وفي النهاية.

### حرب أكتوبر 1973
بعد انتهاء العمليات العسكرية في أكتوبر 1973 وانسحاب القوات الإسرائيلية من سيناء وتسلم الأراضى المحررة، شُكّلت لجان بالمخابرات الحربية المصرية لتحديد أسماء المجاهدين من أعضاء منظمة سيناء العربية الذين شاركوا في تحرير سيناء وحددت اللجنة -كما يحكى اللواء فؤاد حسين في كتابه عن سيناء- سبعمئة وسبعين شخصا من منظمة سيناء العربية، منهم 13 من العسكريين السابقين بالمخابرات الحربية بقياده المقدم حسين تمراز ،الذين أداروا أعمال المنظمة وقادوا العمل الوطنى على أرض سيناء والباقى من غير العسكريين وعددهم 757 شخصا، ومنهم 18 شهيدا ومفقودا تم منحهم وسام الجمهورية، والباقى 739 من الأحياء تم منحهم نوط الامتياز من الطبقة الأولى، وهذه الأعداد من 12 محافظة من محافظات الجمهورية، ومعظمهم من محافظتَى شمال سيناء وجنوبها، فعدد مجاهدى سيناء ستمئة وثمانية وثمانون بطلا، ومن السويس 22 والإسماعيلية 15 وبورسعيد 11 والقاهرة 8 والشرقية 5، واثنان من كل من المنوفية والدقهلية وأسوان وواحد من كل من الغربية ودمياط، من هؤلاء مثلا الشيخ عيد أبو جرير الذي أمر مريديه وأتباعه -وهم كثيرون- بجمع الأسلحة التي تركها الجيش المصرى خلال انسحابه في يونيو 67 وإخفائها في أماكن سرية ثم إعادتها إلى القوات المصرية بعد الانسحاب، وقد طلبت منه القيادة المصرية ترشيح بعض الشباب لتدريبهم على أعمال المخابرات فرشح لهم ستة أفراد تم تدريبهم وتحققت على أيديهم نجاحات كبيرة في مهامّ كُلفوا بها داخل إسرائيل. وتصرف وزارة الشؤون الاجتماعية المصرية لأعضاء جمعية مجاهدى سيناء، مكافأة شهرية قدرها ثلاثة عشر جنيها.

## أشهر شخصياتها
- الشيخ سالم الهرش

ومن هؤلاء الأبطال الشيخ سالم الهرش شيخ مشايخ قبائل سيناء الذي رشح للمخابرات المصرية ستة من شباب بدو سيناء وتم تدريبهم وتحققت علي أيديهم نجاحات كبيرة في مهام كلفوا بها داخل إسرائيل في فترة ما بعد 1956 وقد قام هؤلاء الشباب بجمع المعلومات وتحديد المواقع الإسرائيلية ورصد التحركات العسكرية داخل الكيان الصهيوني وبسبب هذه المعلومات أرسلت مخابرات سيناء بإشارة لوزارة الحربية في 2 يونيو 1967 بتوقع هجوم إسرائيلي يوم 4 أو 5 يونيو وإشارة أخري يوم 5 يونيو 1967 بتوقع هجوم إسرائيلي خلال ساعات.
وهو الذي رفض تدويل سيناء وفضح اليهود والأمريكان أمام وسائل الإعلام الغربية في مؤتمر الحسنة الذي عقد عام 1969 والذي كانت تطلب فيه إسرائيل وأمريكا فصل سيناء عن مصر واعتبارها منطقة مستقلة.
- اللواء عادل فؤاد

وإذا تحدثنا عن منظمة سيناء العربية فلابد من ذكر اللواء عادل فؤاد الذي يعد بحق أحد أبطال التاريخ المصري وذاكرته تختزن أسرارا مهولة عن المقاومة داخل سيناء في زمن الاحتلال ويعتبر القائد الفعلي لمنظمة سيناء العربية، وتم تكليفه في أوائل الستينيات بإعداد وتجهيز مسرح سيناء لصالح القوات المسلحة.
- نصر المسعودى

المجاهد نصر المسعودى يقيم في عشة بدوية على بعد 30 كيلو متراً في سيناء شرق قناة السويس بقرية جلبانة، أحد شباب المنطقة أشار لنا إلى عشته، لم أصدق الأمر في البداية معقول هذا الرجل الذي عبر قناة السويس 150 مرة، وحصل على نوط الشجاعة من الرئيس عبد الناصر ونوط الامتياز من الرئيس السادات يقيم في هذا المكان، لكن الرجل فاجأنا بقوله إنه ليس وحده في هذا المصير، وأن هناك 45 بطلا آخر يعيشون نفس عيشته في القرية ذاتها، وأضاف: أن ما قام به من أعمال نضالية هو لوجه لله لا يريد عليه تكريما ولا مالا من الحكومة، فالمال إلى زوال، على حد قوله، وأضاف البطل نصر المسعودى: «أحتفظ بكل الأنواط التي حصلت عليها على ما قمت به مع أعضاء منظمة سيناء العربية، وبالتنسيق مع المخابرات المصرية من تدمير لمواقع إسرائيل في سيناء، من خلال حمل الصواريخ على الجمال وعبور قناة السويس، والتخفى في الصحراء وتنفيذ مئات العمليات التي أقلقت إسرائيل».
- عودة المسعودي

تم أسره في منطقة ممرات متلا عام 1968، وتم الإفراج عنه مع الأسرى في 1974، قال إنه كان يوصل تحركات إسرائيل لمصر عبر جهاز لا سلكى وكان في النهار يختبيء في بئر صغيرة، وظل عدة أشهر على هذا الوضع يرصد التحركات، ويبلغها ويساعد منظمة سيناء في تنفيذ التفجيرات، خاصة مطار المليز ومطار العريش، وبعد أكتوبر 1973 كرمتهم الدولة، ومنحهم الرئيس محمد أنور السادات نوط الامتياز من الدرجة الأولى، وفي عام 1987 تم إشهار جمعية تمثلهم باسم جمعية مجاهدى سيناء.
- محمد حسين مسلم

محمد حسين مسلم ابن أول شهيد مصرى للمنظمة قال، إن معاش الوالد 100 جنيه، وأنه استشهد خلال تنفيذ المنظمة لعملية بسيناء، حيث فوجئوا بوجود جنود إسرائيليين أمام الموقع، فاضطر إلى التصدى لهم وحده على أن ينفذ الآخرون العملية وتفجير مستودعات الذخيرة في أبو عروق ونجحت العملية واستشهد أبوه، وقال إن تدريبهم كان يتم في الصالحية بواسطة المخابرات، وكانت الجمال وسيلة النقل للصواريخ.
- السيد عبد الكريم لافى

وهو ابن البطل عبد الكريم لافى، الذي اشتهر بلقب الدكتور في المنظمة قال، إن والده قاد عشرات العمليات مع أعضاء المنظمة، وتمكن من القبض على جاسوس شهير يدعى الموجي وغيره من الجواسيس الذين تم جلبهم في أجولة على الجمال، وتم عبور ملاحات بور فؤاد بهم وتسليمهم لمصر، ويضيف: المنظمة قامت بدور آخر مهم، وهو إرجاع الجنود المصريين من سيناء لغرب قناة السويس، ومساعدتهم.
- عبد المنعم قناوى لقب بـ«صقر السويس»، من مواليد السويس في 21 فبراير 1945 أحد أبطال محافظة السويس قبل حرب 73 وأخر من تبقى حالياً من المنظمة على قيد الحياة، استطاع إنقاذ مقر قيادة الجيش الثالث من كارثة كانت تهدد بتدميره بعد ثغرة الدفرسوار، حيث كان بصحبة دليل أعرابى يساعده في جمع معلومات عن مدينة السويس وداخل دروب جبل عتاقة، وتمكنوا من اكتشاف موقع إسرائيلى سرى يوجد به أربعة جنود يرصدون مقر الجيش الثالث، وعليه قام بتصوير الموقع وقدم الأفلام للقيادة في مقر الجيش الثالث وبمجرد دخوله قابل اللواء عبد المنعم واصل، فقرر على الفور نقل مقر قيادة الجيش الثالث إلى موقع آخر وبالفعل قام الإسرائيليون بشن هجوم كثيف على الموقع بعد مغادرته، شارك في عملية اختطاف مدير المخابرات الإسرائيلية حينما كان متجها إلى «أبو رديس».[6]

- ديب سيناء

المجاهد عمران سالم عمران المعروف بلقب «ديب سينا»، نفذ العديد من العمليات الكبيرة مع أصحابه، ودمروا دفاعات العدو في رمانة وبالوظة ومطار العريش وقطعوا خطوط الإمداد، وقاموا بنسف مستعمرة «نحال سيناى» التي كانت مقر قوات الهليكوبتر التي أغارت على جزيرة شدوان، وبالتنسيق مع المخابرات نقل الصواريخ بواسطة الجمال وسيارة نصف نقل قرب المستعمرة، بمعاونة شيخ بدوى من المنطقة، وتم إطلاق 24 صاروخا على المستعمرة أدت لقتل 21 ضابطا وجنديا إسرائيليا وتدمير 11 طائرة، علاوة على تدمير مستعمرة الشيخ زويد بصواريخ الكاتيوشا وتدمير محطة رادار، وبلغت عملياته الجهادية قرابة 150 عملية.